# Tetramorium pulcherrimum
Tetramorium pulcherrimum (лат.) — вид муравьёв рода Tetramorium из подсемейства Myrmicinae (Formicidae). Отличается яркой золотисто-жёлтой головой и контрастной чёрной окраской остальных частей тела.

## Распространение
Центральная Африка: Заир, Уганда.

## Описание
Мелкие земляные муравьи; длина рабочих около 3 мм. От близких видов (Tetramorium reptana, Tetramorium dedefra) отличается двухцветной окраской: голова золотисто-желтая, грудь и брюшко чёрные. Голова и тело сверху покрыто разветвлёнными волосками (би-, три- или квадрифидных, характерных для Triglyphothrix). Длина головы рабочих (HL) 0,68 мм, ширина головы (HW) 0,66—0,68 мм. Усики рабочих и самок 12-члениковые. Усиковые бороздки хорошо развиты, длинные. Боковые части клипеуса килевидно приподняты около места прикрепления усиков. Жвалы широкотреугольные с зубчатым жевательным краем. Стебелёк между грудкой и брюшком состоит из двух члеников: петиолюса и постпетиолюса (последний четко отделен от брюшка), жало развито, куколки голые (без кокона). Заднегрудка с 2 острымим проподеальными шипиками. Брюшко морщинистое. Гнездятся в земле.

## Таксономия
Впервые был описан в 1945 году английским мирмекологом Горацием Донисторпом (Horace St. John Kelly Donisthorpe, 1870—1951) под первоначальным названием Triglyphothrix pulcherrima  Donisthorpe, 1945 (так как их голова и тело сверху покрыто разветвлёнными волосками, то его включали в род Triglyphothrix, в 1980 году сведённый в синонимы к роду Tetramorium ). Валидный статус подтверждён в ходе ревизии, проведённой в 1976 и 1980-х годах британским мирмекологом Барри Болтоном (Лондон, Великобритания).